# Doom (film)
Doom je znanstvenofantastična grozljivka, osnovana na popularni seriji igre Doom razvijalcev id Software. Film je režiral Andrzej Bartkowiak, izšel pa je oktobra 2005. Različica za Blu-ray Disc je izšla 10. februarja 2009.
Film je doživel relativno slabi odziv; v tednu premiere je bilo prodanih vstopnic v vrednosti 15,3 milijonov USD, naslednji teden pa je prodaja padla na 4,2 milijonov USD.

## Zgodba
Prizorišče filma je postavljeno v leto 2046 na Mars, v raziskovalno postajo Olduvai vojaško-industrijskega konglomerata Union Aerospace Corporation (UAC). Začetna scena prikazuje napad neznanega bitja na znanstvenike ter dr. Carmacka, ki pošlje opozorilo najvišje stopnje. Generalštab korporacije odredi karanteno za postajo, preživelim na Marsu pa prepove  odhod na Zemljo preko teleportacijske naprave, imenovane Barka (angleško Ark), odkrite leta 2026.
Na Zemlji mobilizirajo elitno ekipo osmih marincev, znanih pod skupnim imenom RRTS (angleško Rapid Response Tactical Squad, slov. hitro odzivna taktična enota). Med pripravami na odhod vodja ekipe (Sarge) odsvetuje odhod Johnu Grimmu (kodno ime Reaper), katerega sestra je zaposlena na postaji na Marsu, saj bi to lahko vplivalo na njegovo trezno presojo med delovanjem. John se kljub temu odloči za odhod.
Naloga ekipe je preprosta: likvidirati morajo grožnjo ter zavarovati bazo in lastnino UAC. Po prihodu John uspe najti svojo sestro in izve, da so znanstveniki našli ostanke humanoidov na Marsu z dodatnim sintetičnim 24. kromosomom, ki človeku omogoči nadnaravne sposobnosti, odpornost na bolezni in izjemno sposobnost regeneracije poškodb. Ekipa uspe najti tudi dr. Carmacka, ki je v stanju hudih blodenj, ki kaže znake namernih samopoškodb. Med preiskovanjem postaje marince napadejo nenavadne pošasti in ubijejo enega pripadnika ekipe. S pomočjo pridobljenih vzorcev krvi ubitih pošasti Johnova sestra ugotovi, da je bil genom spremenjen zaradi dodatnega kromosoma; kromosom lahko domnevno »izbira« med tem, ali bo oseba postala nadčlovek ali pa pošast glede na dobro ali zlobno osebnost človeka. Kromosom se prenaša preko posebnih organskih projektilov, ki ji izvržejo okuženi osebki. Marinci pozneje odkrijejo, da je dr. Carmack namerno vnesel kromosom v zlobni subjekt, in sicer v zapornika Curtisa Stahla, večkratnega morilca, ki se je pozneje spremenil ter osvobodil.
Omenjeno bitje pobije še tri marince, preostali pa spoznajo, da je bitje pobegnilo preko teleporterja na Zemljo. Po prihodu v postajo na Zemlji odkrijejo mnogo trupel. Vodja ekipe ukaže poboj vseh morebitnih preživelih. Eden od marincev odkloni ukaz, zato ga vodja ekipe ustreli. Kmalu zatem ekipo napadejo okuženi ljudje, pri čemer umre še en marinec, vodja ekipe izgine, John pa je težje ranjen. Njegova sestra mu reši življenje z vnosom dodatnega kromosoma. Po prebujenju John odkrije, da je postal nadčlovek, ter z lahkoto pobije večino okuženih ljudi in pošasti. Na tleh najde svojo nezavestno sestro in vodjo ekipe, ki je začel kazati znake preobrazbe. Sestra se uspe zbuditi in pobegniti na varno, marinca pa se spopadeta. Na koncu John vrže vodjo v Barko, takoj za njim pa še ročno bombo, posledica česar je popolno uničenje obeh. Končna scena prikazuje vrnitev Johna in njegove sestre na površje Zemlje.